# Satzklammer
Die Begriffe Satzklammer oder Klammerform beschreiben den typischen Satzbau, der im Deutschen und Niederländischen im Hauptsatz auftritt, sobald  das Prädikat neben dem finiten Verb (der konjugierten Verbform) auch noch infinite (nicht konjugierte) Teile hat. Da der deutsche Aussagesatz Verbzweitstellung aufweist, befindet sich dann das finite Verb vorne und der restliche, infinite Teil – entweder der Verbzusatz eines trennbaren Verbs oder weitere Verben in infiniten Formen – hinten im Satz; die beiden „umklammern“ dann sozusagen das Mittelfeld des Satzes. Analoges gilt für Fragesätze und andere Satztypen mit Verb-Erst-Stellung.

## Beispiele
Er ist gestern aus Berlin gekommen. 
 Morgen reist er wieder ab. 
In einem Nebensatz mit unterordnender Konjunktion besteht die Klammer aus der Konjunktion und den Verben am Satzende:
…, weil er sie nicht sehen konnte.